# Ulica św. Katarzyny we Wrocławiu
Ulica św. Katarzyny – fragment jednego z głównych średniowiecznych traktów komunikacyjnych Wrocławia w rejonie ścisłego centrum starego miasta, prowadzący do placu Nowy Targ; dalej trakt ten łączył się z drogą wylotową na północ, prowadzącą przez najstarsze przeprawy mostowe: Most Piaskowy i następnie przez Mosty Młyńskie do Ołbina (albo przez Most Tumski do Ostrowa Tumskiego).
Przebiega obok dawnego klasztoru i kościoła (ufundowanego w 1294 roku) zgromadzenia zakonnego dominikanek i od ich patronki wywodzi swoją nazwę, także historyczną tak polską („przy świętej Katarzynie”), jak i niemiecką (od XVII wieku Katharinengasse, potem Katharinenstraße). Początkowo miała długość jednego kwartału zabudowy (od dzisiejszej ul. Wita Stwosza do pl. Nowy Targ); w 1824 roku włączono w nią, jako jej południowy fragment, Zaułek Kapturowy (Kugelzipfel), a w roku 1889 dołączono jeszcze Zaułek przy Moście Zielonego Drzewa (An der Grünenbaumbrücke), przez co ul. św. Katarzyny uzyskała połączenie z ul. Oławską; w 1890 ulica została poszerzona.
Po zniszczeniach wojennych związanych z oblężeniem Festung Breslau w 1945 roku zabudowa wzdłuż ulicy została zniszczona w większości w stopniu nienadającym się do odbudowy i w konsekwencji zrównana z ziemią niemal zupełnie. Później (w latach 70.) odbudowano dawny klasztor z kościołem św. Katarzyny i sąsiadujący z nim kościół św Wojciecha z przyległym kościółkiem pomocniczym św. Józefa (wcześniej, w latach 50.); odbudowany też został znajdujący się między nimi budynek, w którym latach 1839–1850 mieścił się Zakład Fizjologii Eksperymentalnej Uniwersytetu Wrocławskiego założony (w 1832) przez prof. J.E. Purkyniego; później budynek ten pełnił różne inne funkcje, m.in. (pod koniec XX wieku) był siedzibą oddziału Banku Śląskiego. Fragmenty ulicy, włączone w nią w XIX wieku (Zaułek Kapturowy i Zaułek przy Moście Zielonego Drzewa) znalazły się po powojennych przekształceniach w przestrzeni obszernego placu Feliksa Dzierżyńskiego (dziś: plac Dominikański), a ul. św. Katarzyny, tak jak przed 1824 rokiem, liczy znów tylko ok. 160 metrów i przebiega od skrzyżowania ulicy Wita Stwosza z pl. Dominikańskim na południu do skrzyżowania ulicy Purkyniego z placem Nowy Targ na północy; za tym placem przedłużenie ul. św. Katarzyny nosi już nazwę ul. Piaskowej. Jezdnia ulicy św. Katarzyny jest obecnie jednokierunkowa (z północy na południe), a równolegle do niej ułożone są tory dwukierunkowej linii tramwajowej.

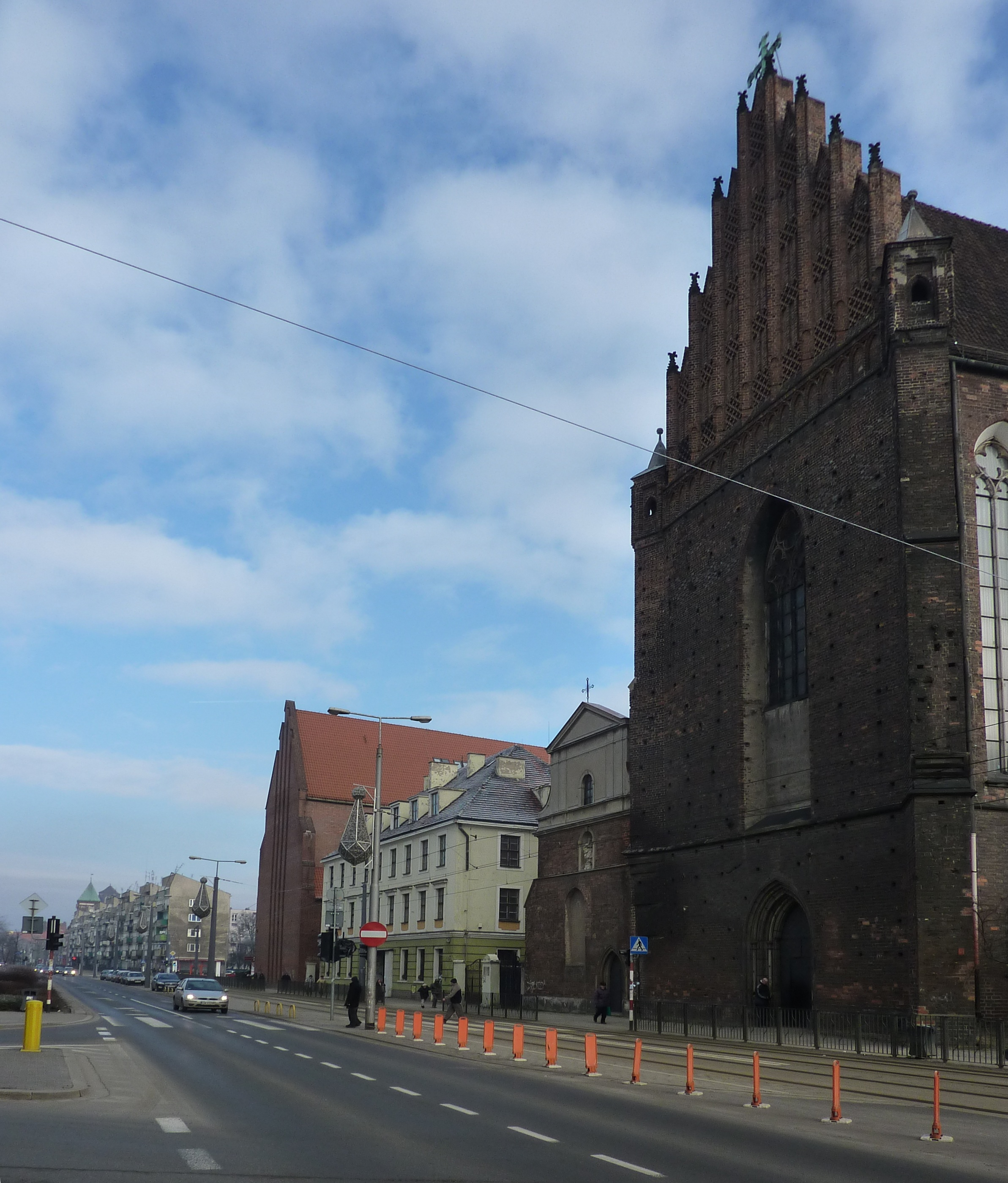
pierzeja wschodnia
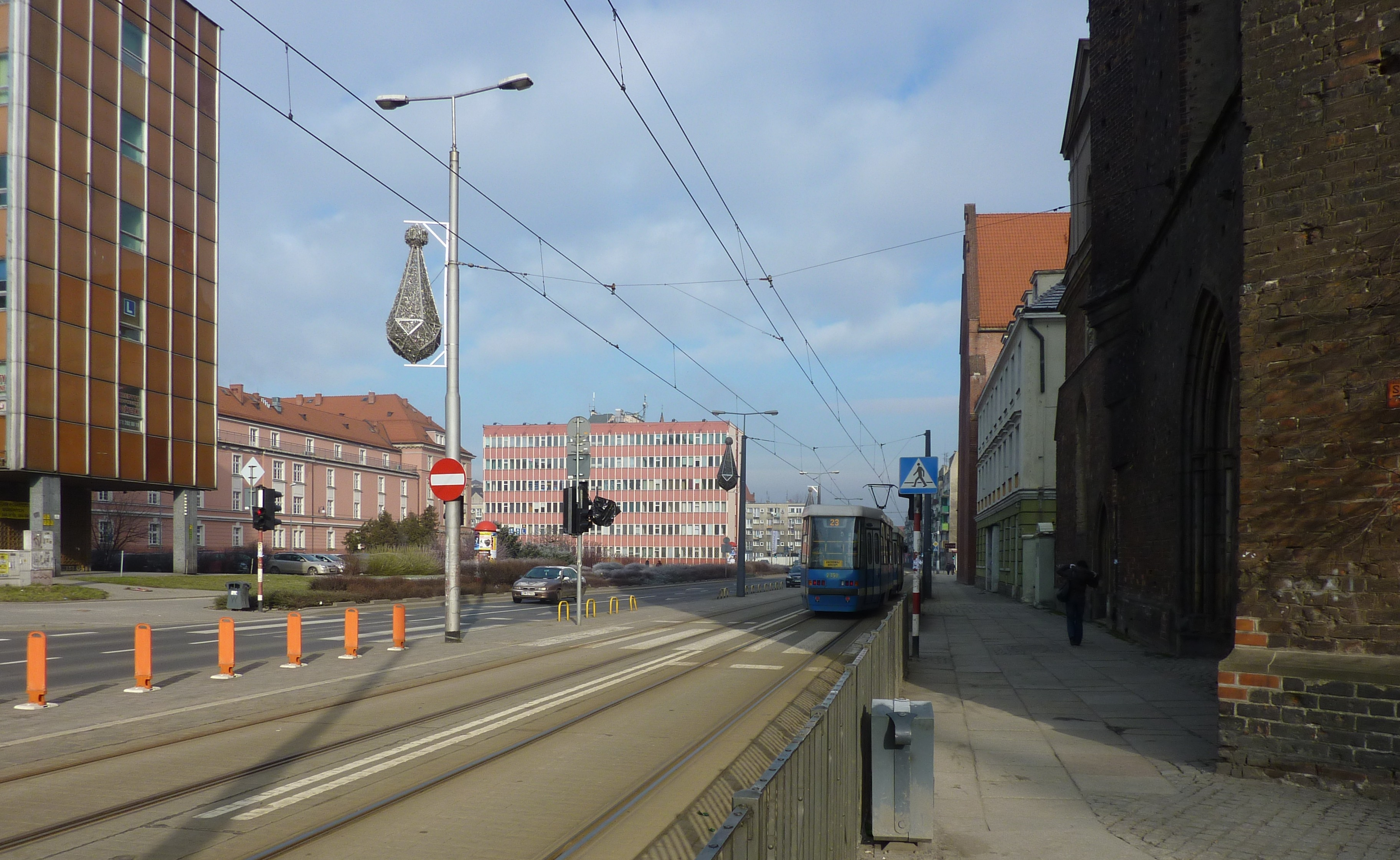
pusta pierzeja zachodnia (po lewej, stan w 2011 r.)